# Eurobandið
Eurobandið es el nombre de un dúo de eurodance islandés que representó a Islandia en el Festival de la Canción de Eurovisión 2008 tras haber ganado el Laugardagslögin 2008 con la canción This is my life (originalmente en islandés con el nombre Fullkomið líf, compuesta por Örlygur Smári y con letra de Paul Oscar).
Tras quedar octavos con 68 puntos en la segunda semifinal del Festival de la Canción de Eurovisión 2008, lograron la clasificación para la final, en la que quedaron decimocuartos con 64 puntos.